# Новодачинский сельский совет
Новодачинский сельский совет (укр. Новодачинська сільська рада) — входит в состав
Павлоградского района
Днепропетровской области
Украины.
Административный центр сельского совета находится в 
с. Новая Дача.

## Населённые пункты совета
- с. Новая Дача
- с. Коховка